# Präsidentschafts- und Parlamentswahl in Ecuador 2023
Die Präsidentschafts- und Parlamentswahl in Ecuador 2023 fand am 20. August statt. Es wurden der Präsident der Republik und die Mitglieder der Nationalversammlung gewählt. Die Stichwahl der Präsidentschaftswahl fand am 15. Oktober statt.
In der Stichwahl traten die linksliberale Luisa González und der konservative Daniel Noboa gegeneinander an. Noboa konnte die Wahl für sich entscheiden und trat das Präsidentenamt am 23. November 2023 an.

## Präsidentschaftswahl

### Hintergrund
Der seit der Wahl 2021 amtierende Präsident, Guillermo Lasso, wäre für eine zweite Amtszeit wählbar,
trat aber nicht erneut an.
Am 17. Mai 2023, einen Tag nachdem Lasso sich bezüglich eines Amtsenthebungsverfahren gegen ihn verteidigt hatte, wendete er den im Artikel 148 der Verfassung vorgesehenen Mechanismus des „muerte cruzada“ (spanisch: „wechselseitiger Tod“) an, der dem Präsidenten erlaubt, die Nationalversammlung aufzulösen und vorgezogene Parlaments- und Präsidentschaftswahlen auszurufen.
Die neu gewählten Vertreter werden ihr Amt bis zum Ende der Wahlperiode, bis zum Mai 2025, ausüben. Eine reguläre Wahl für eine volle 5-Jahre-Wahlperiode wird voraussichtlich Anfang 2025 erfolgen.
Ein Präsidentschaftskandidat wird mithilfe eines modifizierten Zwei-Runden-Systems gewählt, wobei derjenige Kandidat gewinnt, der über 50 % der Stimmen in der ersten Runde erhält oder über 40 % der Stimmen und mit 10 % vor dem Zweitplatzierten liegt. Ein Präsident kann nur für zwei fortlaufende 5-Jahre-Perioden amtieren.

### Kandidaten
Für die Nachfolge von Lasso bewarben sich acht Kandidaten. Im Namen der Bewegung „Revolución Ciudadana“ des ehemaligen, im Exil lebenden Präsidenten Rafael Correa, deren Kandidat Andrés Arauz bei der Präsidentschaftswahl 2021 in der Stichwahl auf den zweiten Platz kam, trat Luisa González an, die bereits mehrfach Ministerin war. Arauz wurde für den Fall eines Wahlsieges für das Amt des Vizepräsidenten nominiert.
Für das Bündnis Actuemos aus zwei Parteien trat der konservative Otto Sonnenholzner an. Der deutschstämmige Sonnenholzner war von 2017 bis 2021 Vizepräsident unter Lenín Moreno. Ein weiterer Kandidat war der liberale Unternehmer Daniel Noboa, Sohn des fünfmaligen Präsidentschaftskandidaten und Unternehmers Álvaro Noboa und mit 35 Jahren gleichzeitig der jüngste der acht Bewerber. Auch Yaku Pérez, der 2021 als Kandidat der vor allem die Indigenen des Landes vertretenden Partei Pachakutik im ersten Wahlgang knapp hinter dem späteren Wahlsieger Lasso Dritter geworden war, trat für ein Wahlbündnis aus drei Parteien wieder an. Ebenso stand der linksgerichtete Xavier Hervas nach 2021 erneut zur Wahl. Mit Jan Topić bewarb sich ein bisher politisch unerfahrener Unternehmer aus der Sicherheitsbranche für das Präsidentenamt. Topić legte den Fokus seines Wahlprogramms auf Sicherheit und kündigte ein rigoroses Vorgehen gegen das organisierte Verbrechen nach dem Vorbild des salvadorianischen Präsidenten Nayib Bukele sowie eine bessere Ausstattung der Sicherheitskräfte und verschärfte Kontrollen an Grenzen und in Gefängnissen an.
Der Kandidat Fernando Villavicencio wurde am 9. August 2023, weniger als zwei Wochen vor der Wahl, nach einer Wahlkampfveranstaltung in Quito erschossen. Villavicencio war Investigativjournalist und setzte sich gegen die weit verbreitete Korruption in Ecuador sowie für eine Bekämpfung der Drogenkartelle ein. Als Mitglied der Nationalversammlung war er Vorsitzender der Untersuchungskommission, die zu Jahresbeginn aufgrund von Korruptionsvorwürfen ein Amtsenthebungsverfahren gegen Präsident Lasso anstrengte. Er trat ebenfalls als Kritiker Rafael Correas auf. Der Mord an dem Präsidentschaftskandidaten löste weltweites politisches und mediales Echo aus. Die für die folgenden Tage geplanten Feierlichkeiten zum Unabhängigkeitstag Ecuadors (10. August) wurden abgesagt, Präsident Lasso rief für 60 Tage den Ausnahmezustand aus und ordnete eine dreitägige Staatstrauer an. Das Movimiento Construye, dessen Kandidat Villavicencio war, nominierte zunächst die bisher als Vizepräsidentin vorgesehene Andrea González als Ersatzkandidatin. Da ihre Kandidatur für das Vizepräsidentenamt bereits bei der Wahlbehörde registriert war und unklar blieb, ob sie aus dieser Position aufrücken könne, entschied sich die Partei schließlich aber für den Journalisten Christian Zurita, der eng mit Villavicencio befreundet war.
| Kandidaten | Kandidaten | Kandidaten               | Kandidaten             | Parteien/Listen |
| Präsident  | Präsident  | Präsident                | Vizepräsident          | Parteien/Listen |
| ---------- | ---------- | ------------------------ | ---------------------- | --- |
|            |            | Yaku Pérez               | Nory Pinela Morán      | Claro Que Se Puede 2 – Movimiento Unidad Popular 17 – Partido Socialista – Frente Amplio 20 – Democracia Sí          |
|            |            | Daniel Noboa             | Verónica Abad Rojas    | Acción Democrática Nacional 4 – Pueblo, Igualdad y Democracia 35 – Movimiento MOVER                                  |
|            |            | Luisa González           | Andrés Arauz           | 5 – Movimiento Revolución Ciudadana                                                                                  |
|            |            | Jan Topić                | Diana Jácome Silva     | Por Un País Sin Miedo 6 – Partido Social Cristiano 3 – Partido Sociedad Patriótica 1 – Movimiento Centro Democrático |
|            |            | Otto Sonnenholzner       | Erika Paredes Sánchez  | Actuemos 8 – Avanza 23 – Partido SUMA                                                                                |
|            |            | Bolívar Armijos          | Linda Romero Espinoza  | 16 – Movimiento AMIGO                                                                                                |
|            |            | Fernando Villavicencio 1 | Andrea González Náder  | 25 – Movimiento Construye                                                                                            |
|            |            | Xavier Hervas            | Luz Marina Vega Conejo | 33 – Movimiento RETO                                                                                                 |

- 1 Fernando Villavicencio wurde vor dem ersten Wahlgang ermordet und anschließend durch Christian Zurita ersetzt

### Wahlausgang

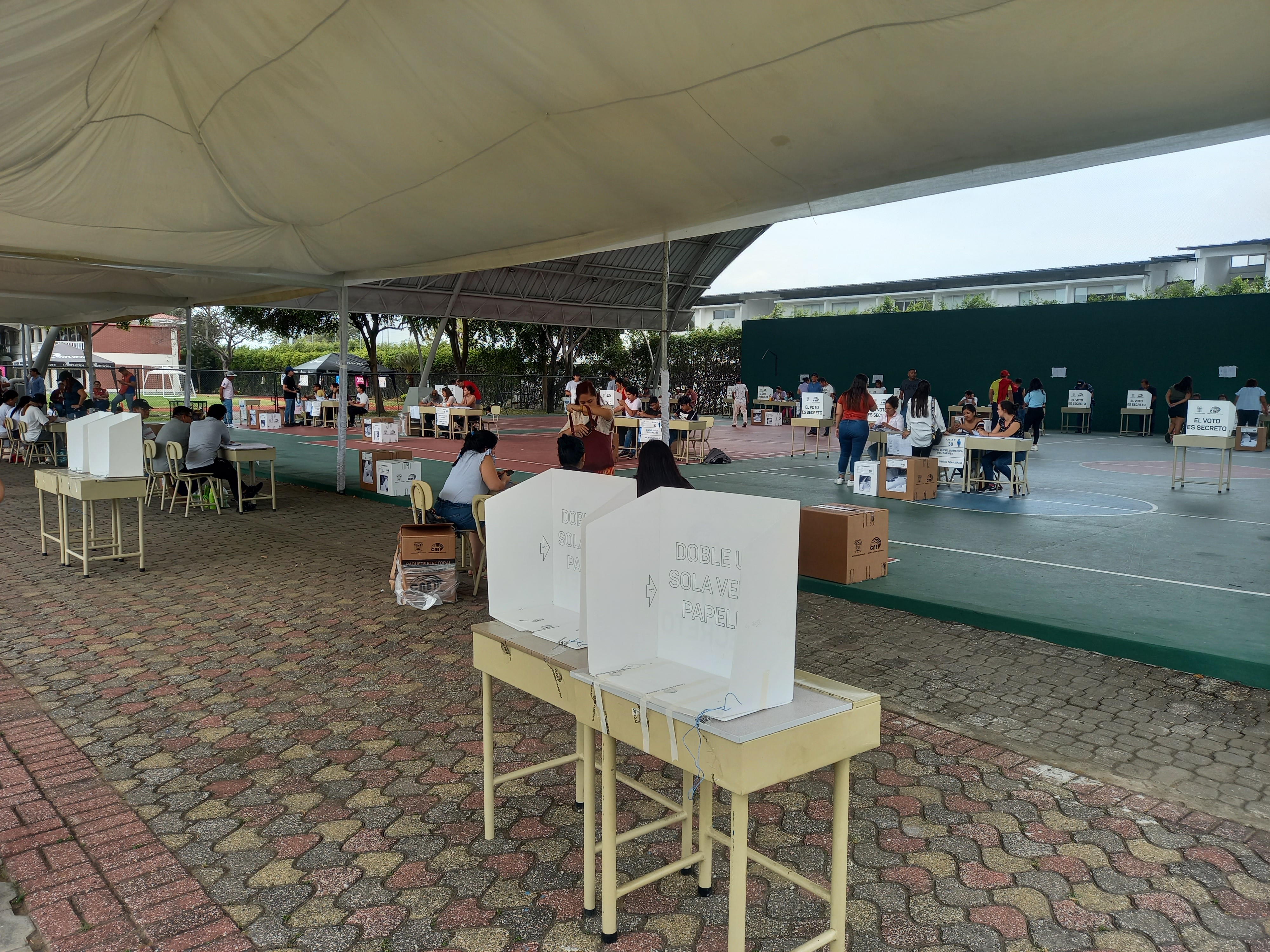
Wahllokal im Kanton Daule

Die erste Wahlrunde fand am 20. August statt. Den ersten Wahlgang zur Präsidentschaft konnte Luisa González mit 33,6 % und etwa zehn Prozentpunkten Vorsprung vor Daniel Noboa gewinnen. Den dritten Platz erreichte mit Christian Zurita der anstelle des ermordeten Fernando Villavicencio für das Movimiento Contruye angetretene Kandidat. Zurita konnte 16,4 % der abgegebenen Stimmen auf sich vereinen, auf den vierten Platz kam der Unternehmer Jan Topić (14,7 %). Die übrigen vier Kandidaten erreichten weniger als zehn Prozent. Yaku Pérez und Xavier Hervas, die beide bereits 2021 Präsidentschaftskandidaten waren, verpassten ihr Ergebnis aus der vorigen Wahl (Pérez: 4 % zu 19 %; Hervas: 0,5 % zu 16 %) deutlich. Während allgemein mit einem Sieg González’ im ersten Wahlgang gerechnet wurde, war der zweite Platz Noboas durchaus überraschend, da er in Umfragen zuvor lange Zeit hinter anderen Kandidaten wie Sonnenholzner oder Pérez gelegen hatte. Sein Erfolg wird auf eine gut aufgebaute Wahlkampagne und einen starken Auftritt in der letzten Fernsehdebatte vor der Wahl zurückgeführt.
Da keiner der Kandidaten die erforderliche Stimmmehrheit erreichte, wurde eine Stichwahl erforderlich.

Ergebnisse der Kandidaten im ersten Wahlgang
Stimmanteile von Luisa González in den Provinzen
Stimmanteile von Daniel Noboa in den Provinzen
Stimmanteile von Christian Zurita in den Provinzen

Die Stichwahl fand am 15. Oktober statt. Noboa konnte den Wahlausgang am 15. Oktober mit 51,8 % der Stimmen für sich entscheiden. Noboa wurde insbesondere in den Kantonen gewählt, die zuvor mehrheitlich für Christian Zurita oder Yaku Pérez gestimmt hatten. Er gewann aber im Vergleich zum ersten Wahlgang auch in den beiden größten Städten Quito und Guayaquil und weiteren Kantonen wie Santo Domingo, sowie die Galápagos-Inseln, den Westen der Provinz Morona Santiago und weite Teile der Provinz Cañar für sich, während González an der Küste sowie im Norden des Landes die meisten Stimmen bekam. Die Wahlberechtigten in Europa, Asien und Ozeanien wählten im zweiten Wahlgang mehrheitlich González, während Noboa in Amerika und Afrika vorn lag. Die Wahlbeteiligung lag in der Stichwahl höher als in der ersten Runde.

Mehrheiten in den Provinzen; hellblau: González, gelb: Noboa
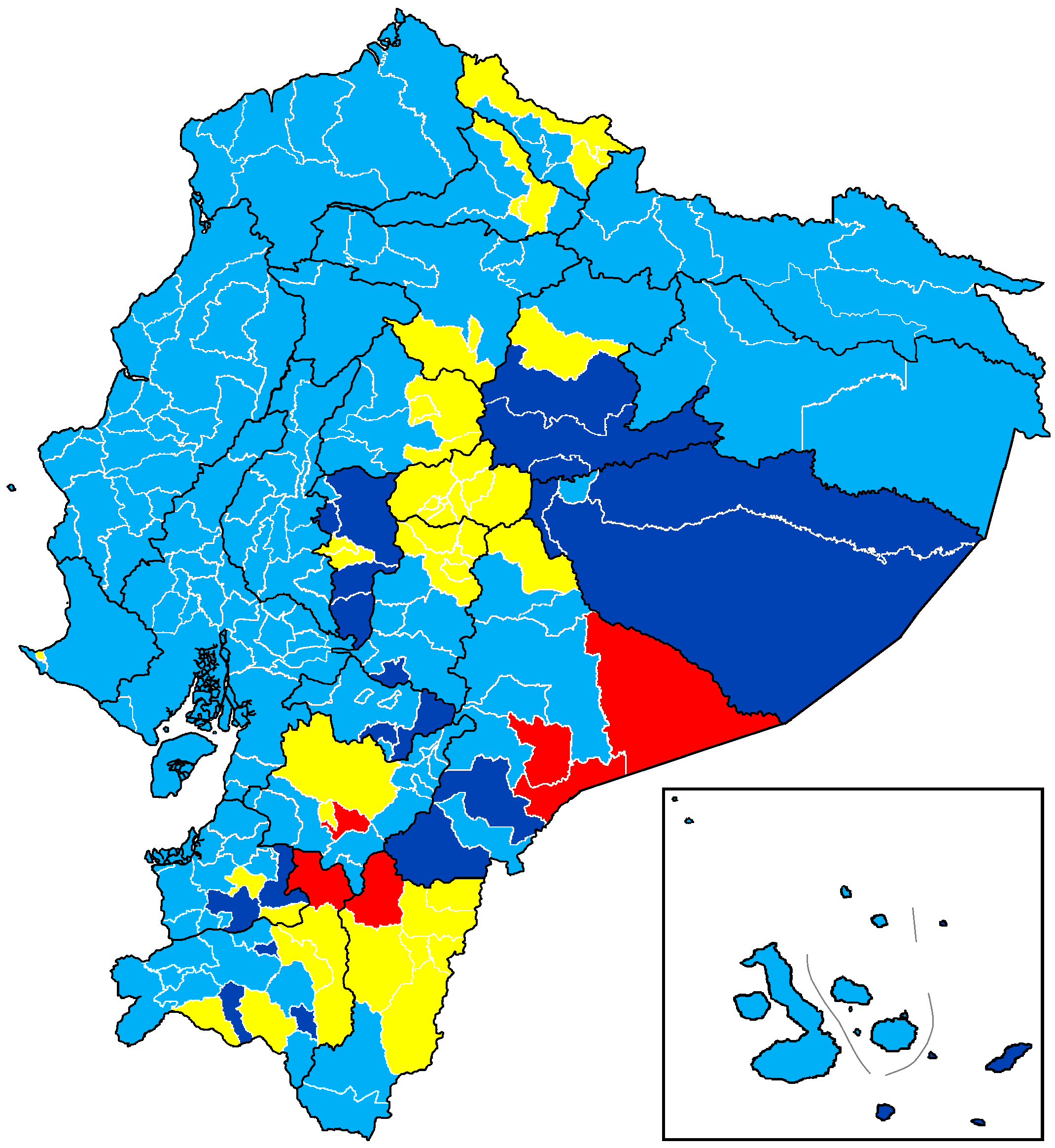
Ergebnisse der Kandidaten im ersten Wahlgang nach Kanton; dunkelblau: Zurita, rot: Pérez
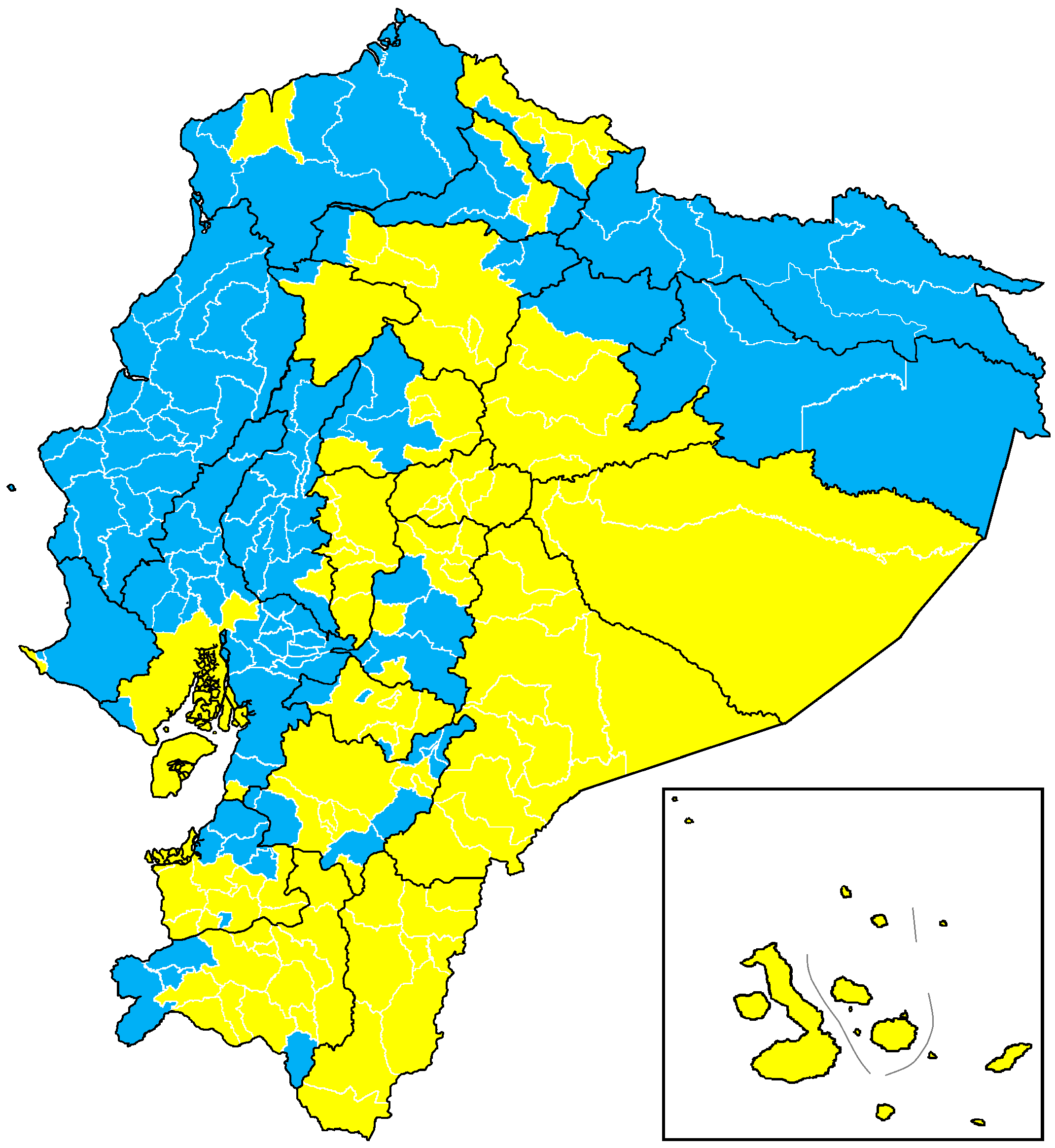
Ergebnisse der Kandidaten im zweiten Wahlgang nach Kanton

### Ergebnis
| Kandidaten                          | Kandidaten         | Parteien                                      | 1. Wahlgang | 1. Wahlgang | 2. Wahlgang | 2. Wahlgang |
| Kandidaten                          | Kandidaten         | Parteien                                      | Stimmen     | %           | Stimmen     | %           |
| ----------------------------------- | ------------------ | --------------------------------------------- | ----------- | ----------- | ----------- | ----------- |
|                                     | Daniel Noboa       | Acción Democrática Nacional (PID – MOVER)     | 2.315.296   | 23,5        | 5.251.695   | 51,8        |
|                                     | Luisa González     | Movimiento Revolución Ciudadana               | 3.315.663   | 33,6        | 4.880.531   | 48,2        |
|                                     | Christian Zurita   | Movimiento Construye                          | 1.614.434   | 16,4        |             |             |
|                                     | Jan Topić          | Por Un País Sin Miedo (PSC – PSP – CD)        | 1.446.812   | 14,7        |             |             |
|                                     | Otto Sonnenholzner | Actuemos (Avanza – Partido SUMA)              | 696.548     | 7,1         |             |             |
|                                     | Yaku Pérez         | Claro Que Se Puede (UP – PSE – Democracia Sí) | 391.674     | 4,0         |             |             |
|                                     | Xavier Hervas      | Movimiento RETO                               | 48.428      | 0,5         |             |             |
|                                     | Bolívar Armijos    | Movimiento AMIGO                              | 35.785      | 0,4         |             |             |
| Gesamt                              | Gesamt             | Gesamt                                        | 9.864.640   | 100         | 10.132.226  | 100         |
|                                     |                    |                                               |             |             |             |             |
| Ungültige Stimmen                   | Ungültige Stimmen  | Ungültige Stimmen                             | 952.777     | 8,8         | 943.826     | 8,5         |
| Wähler                              | Wähler             | Wähler                                        | 10.817.417  | 82,9        | 11.076.052  | 82,3        |
| Wahlberechtigte                     | Wahlberechtigte    | Wahlberechtigte                               | 13.045.553  |             | 13.454.803  |             |
|                                     |                    |                                               |             |             |             |             |
| Quellen: Consejo Nacional Electoral |                    |                                               |             |             |             |             |

## Parlamentswahl

### Zusammensetzung

Verteilung der Sitze zur Nationalversammlung zur Parlamentswahl 2023

Die 137 Mitglieder der Nationalversammlung werden unter Anwendung dreier Methoden gewählt. Fünfzehn Mitglieder werden in einem landesweiten Wahlkreis (nacional) mit geschlossener Liste nach dem Verhältniswahlrecht gewählt. Sechs werden von ausländischen Wählern (exterior), jeweils zwei für Nordamerika, Lateinamerika und Asien, Europa und Ozeanien gewählt. Die verbleibenden 116 Mitglieder werden in Mehrpersonenwahlkreisen nach dem Verhältniswahlrecht mit geschlossenen Listen gewählt (provincial), wobei alle Sitze nach dem Sainte-Laguë-Verfahren vergeben werden. Mitglieder der Nationalversammlung können maximal zwei Wahlperioden amtieren, dabei ist unerheblich, ob die Perioden fortlaufend sind oder nicht. Es gibt eine Geschlechterparität für die Wahllisten. Die 116 über Provinzlisten gewählten Abgeordneten verteilen sich wie folgt auf die 24 Provinzen Ecuadors:
| Provinz                        | Sitze |
| ------------------------------ | ----- |
| Azuay                          | 5     |
| Cañar                          | 3     |
| Chimborazo                     | 4     |
| El Oro                         | 5     |
| Galápagos                      | 2     |
| Imbabura                       | 4     |
| Los Ríos                       | 6     |
| Morona Santiago                | 2     |
| Orellana                       | 2     |
| Pichincha                      | 16    |
| Santo Domingo de los Tsáchilas | 4     |
| Tungurahua                     | 4     |
| Bolívar                        | 3     |
| Carchi                         | 3     |
| Cotopaxi                       | 4     |
| Esmeraldas                     | 4     |
| Guayas                         | 20    |
| Loja                           | 4     |
| Manabí                         | 9     |
| Napo                           | 2     |
| Pastaza                        | 2     |
| Santa Elena                    | 3     |
| Sucumbíos                      | 3     |
| Zamora Chinchipe               | 2     |

### Ergebnis
Die Ergebnisse der Parlamentswahl für die ausländischen Wähler mussten aufgrund technischer Probleme bei der Online-Stimmabgabe annulliert werden. Die Wahl der sechs Sitze im Parlament wurde im Rahmen der Präsidentschafts-Stichwahl nachgeholt.
| Partei oder Bündnis         | Stimmen   | Anteil | Sitze    | Sitze     | Sitze      | Sitze  |
| Partei oder Bündnis         | Stimmen   | Anteil | national | Provinzen | Emigranten | Gesamt |
| --------------------------- | --------- | ------ | -------- | --------- | ---------- | ------ |
| Revolución Ciudadana        | 3.342.328 | 39,71  | 6        | 42        | 4          | 52     |
| Movimiento Construye        | 1.722.913 | 20,47  | 3        | 25        | 1          | 29     |
| Acción Democrática Nacional | 1.222.566 | 14,52  | 2        | 11        | 1          | 14     |
| Partido Social Cristiano    | 1.000.319 | 11,88  | 2        | 12        | 0          | 14     |
| Actuemos                    | 379.855   | 4,51   | 1        | 7         | 0          | 8      |
| Partido Sociedad Patriótica | 264.772   | 3,15   | 1        | 2         | 0          | 3      |
| Claro Que Se Puede          | 241.458   | 2,87   | 0        | 3         | 0          | 3      |
| Movimiento RETO             | 141.779   | 1,68   | 0        | 2         | 0          | 2      |
| Movimiento AMIGO            | 101.108   | 1,20   | 0        | 1         | 0          | 1      |
| Centro Democrático          | –         | –      | 0        | 1         | 0          | 1      |
| Izquierda Democrática       | –         | –      | 0        | 0         | 0          | 0      |
| Pachakutik                  | –         | –      | 0        | 4         | 0          | 4      |
| Lokale Bündnisse            | –         | –      | 0        | 6         | 0          | 6      |
| Gesamt                      | Gesamt    | Gesamt | 15       | 116       | 6          | 137    |